# Lantechild
Lantechild (též Lenteildis) byla dcerou franského krále Childericha I. a durynské královny Basiny. Byla sestrou Chlodvíka I. Je zmíněna v Historia Francorum od Řehoře z Tours a Liber historiae Francorum.
Lantechildis konvertovala k ariánství a podstoupila ariánský křest. Ke konverzi mohla být ovlivněna její sestrou Audofledou, která při svatebním obřadu s ostrogótským králem Theodorichem Velikým rovněž konvertovala k tomuto vyznání. Později konvertovala a přijala katolický křest, stejně jako Audofleda i její bratr. Chlodvíkův křest proběhl mezi lety 496/498 až 508/509. Její obrácení od hereze bylo předmětem kázání biskupa Avituse z Vienne nazvaného latinsky Homilia de conversione Lenteildis Chlodovaei sororis, „Homilie o obrácení Chlodvíkovy sestry Lenteildis“. Avitus jej kázal při jejím křtu.